# Sparkbrook (motorfiets)

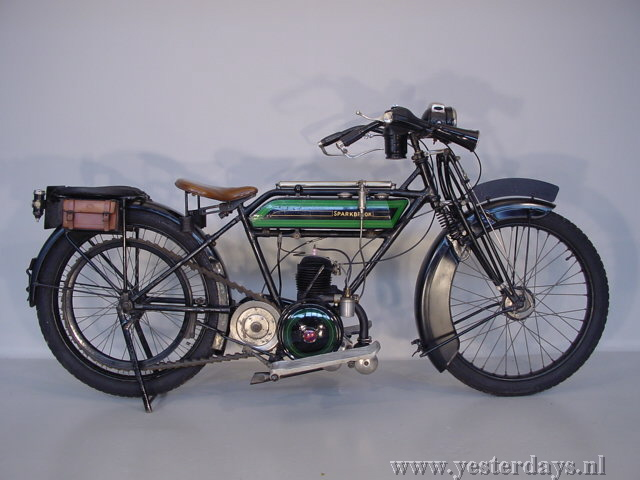
Deze Sparkbrook model TS (250 cc) uit 1925 had een Villiers Mark VII tweetaktmotor

Sparkbrook is een Brits historisch merk van motorfietsen, die ook onder de naam Spark werden verkocht.
De bedrijfsnaam was Sparkbrook Mfg. Co. Ltd., Coventry (1912-1925).
Sparkbrook was ooit een grote Engelse fabriek die rond 1880 werd opgericht om fietsen te produceren. Vlak voor de Eerste Wereldoorlog besloot men ook motorfietsen te gaan maken. Aanvankelijk bouwde men daarvoor 746- en 996 cc JAP-V-twin zijklepmotoren in, echter zonder succes. In 1914 verscheen de Sparkbrook Light Motorcycle met een Villiers Mark I tweetaktmotor, die wel goed verkocht.
Na 1919 maakte men voornamelijk 247-, 269- en 347 cc-modellen met motoren van Villiers, hoewel er ook 348 cc eencilinders van Bradshaw, JAP en Barr & Stroud gebruikt werden. Vanaf 1921 werden er 269 cc-modellen met Villiers-tweetaktmotor onder de naam Spark verkocht. In 1925 werd de productie gestaakt.